# Мевля, Миха
Ми́ха Ме́вля (словен. Miha Mevlja; род. 12 июня 1990, Любляна) — словенский футболист, защитник сборной Словении.

## Клубная карьера

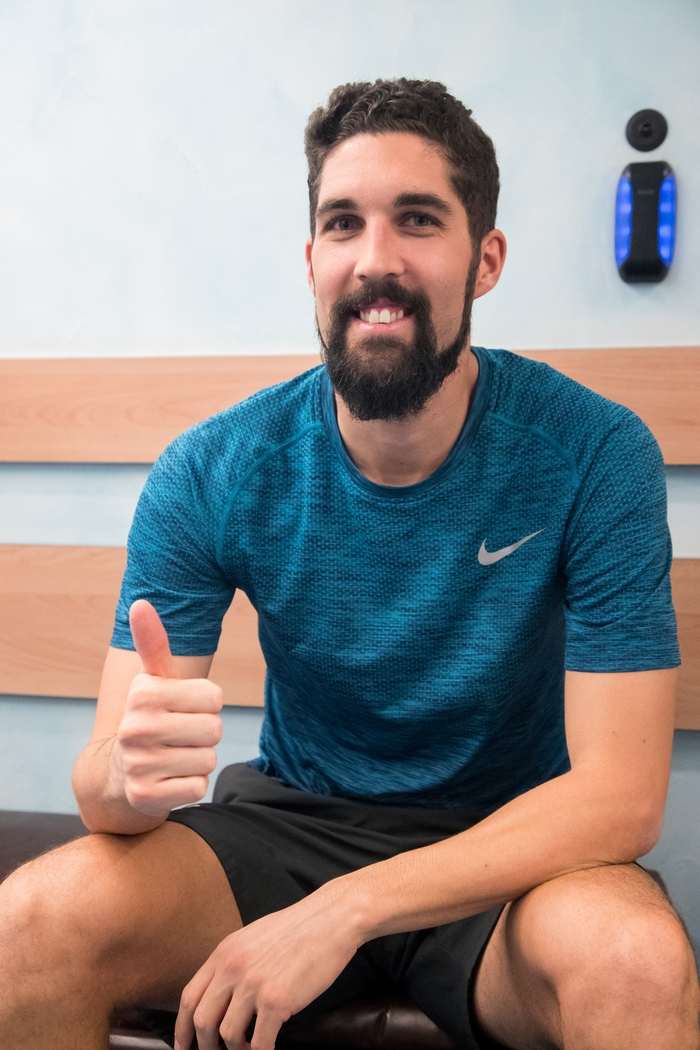
Мевля в 2019 году

Мевля начал заниматься футболом в академии клуба «Горица», за который он и дебютировал на профессиональном уровне. Дебютировал за клуб 27 февраля 2010 года в матче 23-го тура чемпионата Словении против «Целе» (4:1), выйдя в стартовом составе. Первый мяч «Горицу» забил 16 мая 2010 года в матче 36-го тура чемпионата Словении против «Рудара» (3:2). Всего за клуб провёл четыре сезона, выступив в 122 матчах и забив пять мячей во всех турнирах.
5 июня 2013 года на правах свободного агента перешёл в швейцарский клуб «Лозанна». Дебютировал за клуб 3 августа 2013 года в матче 4-го тура чемпионата Швейцарии против «Грассхоппера» (0:0), выйдя в стартовом составе. Первый мяч за «Лозанну» забил 23 февраля 2014 года в матче 22-го тура чемпионата Швейцарии против «Санкт-Галлена» (3:0). Всего за клуб в сезоне 2013/14 во всех турнирах провёл 34 матча и забил один мяч.
15 июля 2014 года перешёл в израильский клуб «Бней Сахнин». Дебютировал за клуб 15 сентября 2014 года в матче 1-го тура чемпионата Израиля против клуба «Маккаби» из Хайфы (2:4), выйдя в стартовом составе. Всего за клуб в сезоне 2014/15 во всех турнирах провёл за «Бней Сахнин» 28 матчей. В июле 2015 года стал игроком румынского клуба «Динамо» Бухарест, за который в двух сезонах провёл во всех турнирах 52 матча и стал капитаном команды. Дебютировал за клуб 12 июля 2015 года в матче 1-го тура чемпионата Румынии против клуба «Тыргу-Муреш» (0:0), выйдя в стартовом составе.
31 августа 2016 года в последний день трансферного окна перешёл в российский клуб «Ростов». Дебютировал за клуб 9 сентября 2016 года в матче 6-го тура чемпионата России 2016/17 против «Крыльев Советов» (2:1), выйдя в стартовом составе. Первый мяч за «Ростов» забил 12 августа 2017 года в матче 6-го тура чемпионата России 2017/18 против «Уфы» (4:1). Всего за клуб провёл во всех турнирах 47 матчей и забил три мяча. 31 августа 2017 года перешёл в петербургский «Зенит», подписав контракт на четыре года. Дебютировал за клуб 14 сентября 2017 года в матче 1-го тура группового этапа Лиги Европы против «Вардара» (5:0), выйдя в стартовом составе. В чемпионате России свой первый матч за «Зенит» провёл 24 сентября 2017 года в матче 11-го тура против «Краснодара» (2:0), проведя на поле весь матч. Свой первый мяч за клуб забил 23 августа 2018 года в матче раунда плей-офф Лиги Европы против норвежского «Молде» (3:1). Всего за петербургский клуб выступал с 2017 по 2019 год и провёл во всех турнирах 43 матча и забил один мяч.
21 февраля 2019 года вернулся в «Ростов» на правах аренды до конца сезона 2018/19. Всего в сезоне 2018/19 провёл за «Ростов» во всех турнирах восемь матчей и забил один мяч и после окончания арендного соглашения вернулся в «Зенит». 2 сентября 2019 года перешёл в «Сочи», подписав двухлетний контракт. Дебютировал за клуб 22 сентября 2019 года в матче 10-го тура чемпионата России против московского «Динамо» (3:2), проведя на поле весь матч, также на 65-й минуте отметился своим первым мячом за «Сочи». 6 марта 2021 года Мевля сыграл 100-й матч в чемпионатах России, став вторым словенцем в истории после Александра Радосавлевича, достигшим этой отметки. В сезоне 2020/21 забил за «Сочи» три мяча, столько же, сколько за всю карьеру в чемпионатах России до этого. Всего за «Сочи» во всех турнирах провёл 51 матч и забил четыре мяча. В июле 2021 года в связи с истечение срока контракта покинул клуб. 19 июля 2021 года он присоединился к турецкому «Аланьяспору», подписав с клубом трёхлетний контракт. Дебютировал за клуб 15 августа 2021 года в матче 1-го тура чемпионата Турции против клуба «Истанбул Башакшехир», проведя на поле весь матч. Всего в сезоне 2021/22 провёл во всех турнирах 16 матчей.
8 сентября 2022 года перешёл в московский «Спартак» на правах свободного агента, подписав контракт до конца сезона 2022/23 с возможность продления ещё на сезон. «Спартак» стал 4-м российским клубом в карьере Мевли, он стал первым словенским футболистом в истории «Спартака». Дебютировал за клуб 15 сентября 2022 года в матче 2-го тура группового этапа Кубка России против «Факела» (3:0), выйдя в стартовом составе. Первый матч в чемпионате России провёл за «Спартак» 18 сентября 2022 года в 10-м туре против московского «Локомотива» (1:0), выйдя на 80-й минуте вместо Наиля Умярова. 18 января 2023 года клуб и Мевля расторгли трудовой договор по соглашению сторон. Всего за «Спартак» во всех турнирах провёл семь матчей.

## Карьера в сборной
Мевля впервые сыграл за сборную Словении до 19 лет в марте 2009 года. Вместе с командой он прошёл квалификацию на чемпионат Европы в этом же году. На турнире он сыграл во всех трёх матчах, однако словенцы вылетели на групповом этапе. В 2010—2012 выступал за молодёжную сборную Словении, за которую провёл 13 матчей.
5 июня 2016 года дебютировал за основной состав сборной Словении в товарищеском матче против сборной Турции.

## Личная жизнь
У Мевли есть брат-близнец — Нейц, который также играет на позиции защитника.
24 февраля 2017 года у Мевли и его жены Евы родилась дочь Ниа.

## Клубная статистика
| Выступление          | Выступление      | Выступление      | Лига | Лига | Кубки | Кубки | Еврокубки | Еврокубки | Итого | Итого |
| Клуб                 | Лига             | Сезон            | Игры | Голы | Игры  | Голы  | Игры      | Голы      | Игры  | Голы  |
| -------------------- | ---------------- | ---------------- | ---- | ---- | ----- | ----- | --------- | --------- | ----- | ----- |
| Горица (Нова-Горица) | Первая лига      | 2009/10          | 14   | 1    | 2     | 0     | —         | —         | 16    | 1     |
| Горица (Нова-Горица) | Первая лига      | 2010/11          | 34   | 3    | 2     | 0     | 2         | 0         | 38    | 3     |
| Горица (Нова-Горица) | Первая лига      | 2011/12          | 28   | 1    | 3     | 0     | —         | —         | 31    | 1     |
| Горица (Нова-Горица) | Первая лига      | 2012/13          | 33   | 0    | 4     | 0     | —         | —         | 37    | 0     |
| Горица (Нова-Горица) | Итого            | Итого            | 109  | 5    | 11    | 0     | 2         | 0         | 122   | 5     |
| Лозанна              | Суперлига        | 2013/14          | 30   | 1    | 4     | 0     | —         | —         | 34    | 1     |
| Лозанна              | Итого            | Итого            | 30   | 1    | 4     | 0     | —         | —         | 34    | 1     |
| Бней Сахнин          | Премьер-лига     | 2014/15          | 22   | 0    | 6     | 0     | —         | —         | 28    | 0     |
| Бней Сахнин          | Итого            | Итого            | 22   | 0    | 6     | 0     | —         | —         | 28    | 0     |
| Динамо (Бухарест)    | Лига 1           | 2015/16          | 35   | 0    | 10    | 0     | —         | —         | 45    | 0     |
| Динамо (Бухарест)    | Лига 1           | 2016/17          | 6    | 0    | 1     | 0     | —         | —         | 7     | 0     |
| Динамо (Бухарест)    | Итого            | Итого            | 41   | 0    | 11    | 0     | —         | —         | 52    | 0     |
| Ростов               | Премьер-лига     | 2016/17          | 21   | 0    | —     | —     | 10        | 1         | 31    | 1     |
| Ростов               | Премьер-лига     | 2017/18          | 8    | 1    | —     | —     | —         | —         | 8     | 1     |
| Ростов               | Премьер-лига     | → 2018/19        | 7    | 1    | 1     | 0     | —         | —         | 8     | 1     |
| Ростов               | Итого            | Итого            | 36   | 2    | 1     | 0     | 10        | 1         | 47    | 3     |
| Зенит (СПб)          | Премьер-лига     | 2017/18          | 18   | 0    | 1     | 0     | 10        | 0         | 29    | 0     |
| Зенит (СПб)          | Премьер-лига     | 2018/19          | 6    | 0    | 1     | 0     | 7         | 1         | 14    | 1     |
| Зенит (СПб)          | Итого            | Итого            | 24   | 0    | 2     | 0     | 17        | 1         | 43    | 1     |
| Сочи                 | Премьер-лига     | 2019/20          | 19   | 1    | 1     | 0     | —         | —         | 20    | 1     |
| Сочи                 | Премьер-лига     | 2020/21          | 29   | 3    | 2     | 0     | —         | —         | 31    | 3     |
| Сочи                 | Итого            | Итого            | 48   | 4    | 3     | 0     | —         | —         | 51    | 4     |
| Аланьяспор           | Суперлига        | 2021/22          | 14   | 0    | 2     | 0     | —         | —         | 16    | 0     |
| Аланьяспор           | Итого            | Итого            | 14   | 0    | 2     | 0     | —         | —         | 16    | 0     |
| Спартак (Москва)     | Премьер-лига     | 2022/23          | 4    | 0    | 3     | 0     | —         | —         | 7     | 0     |
| Спартак (Москва)     | Итого            | Итого            | 4    | 0    | 3     | 0     | —         | —         | 7     | 0     |
| Всего за карьеру     | Всего за карьеру | Всего за карьеру | 328  | 12   | 43    | 0     | 29        | 2         | 400   | 14    |